# Vážany u Vyškova
Vážany (deutsch Waschan) ist eine Gemeinde in Tschechien. Sie liegt sechs Kilometer südöstlich von Vyškov und gehört zum Okres Vyškov.

## Geographie
Vážany befindet sich am nordwestlichen Fuße der Litenčické vrchy. Südöstlich erhebt sich die Lysá hora (361 m), im Südwesten der Holý kopec (Kahle Berg, 374 m) und nordwestlich die Kopaniny (342 m).
Nachbarorte sind Topolany im Norden, Moravské Prusy, Boškůvky und Moravské Málkovice im Nordosten, Orlovice im Osten, Zdravá Voda im Südosten, Pavlovice, Kozlany und Bohdalice im Süden, Manerov und Hlubočany im Südwesten, Terešov und Zouvalka im Westen sowie Nouzka und Brňany im Nordwesten.

## Geschichte

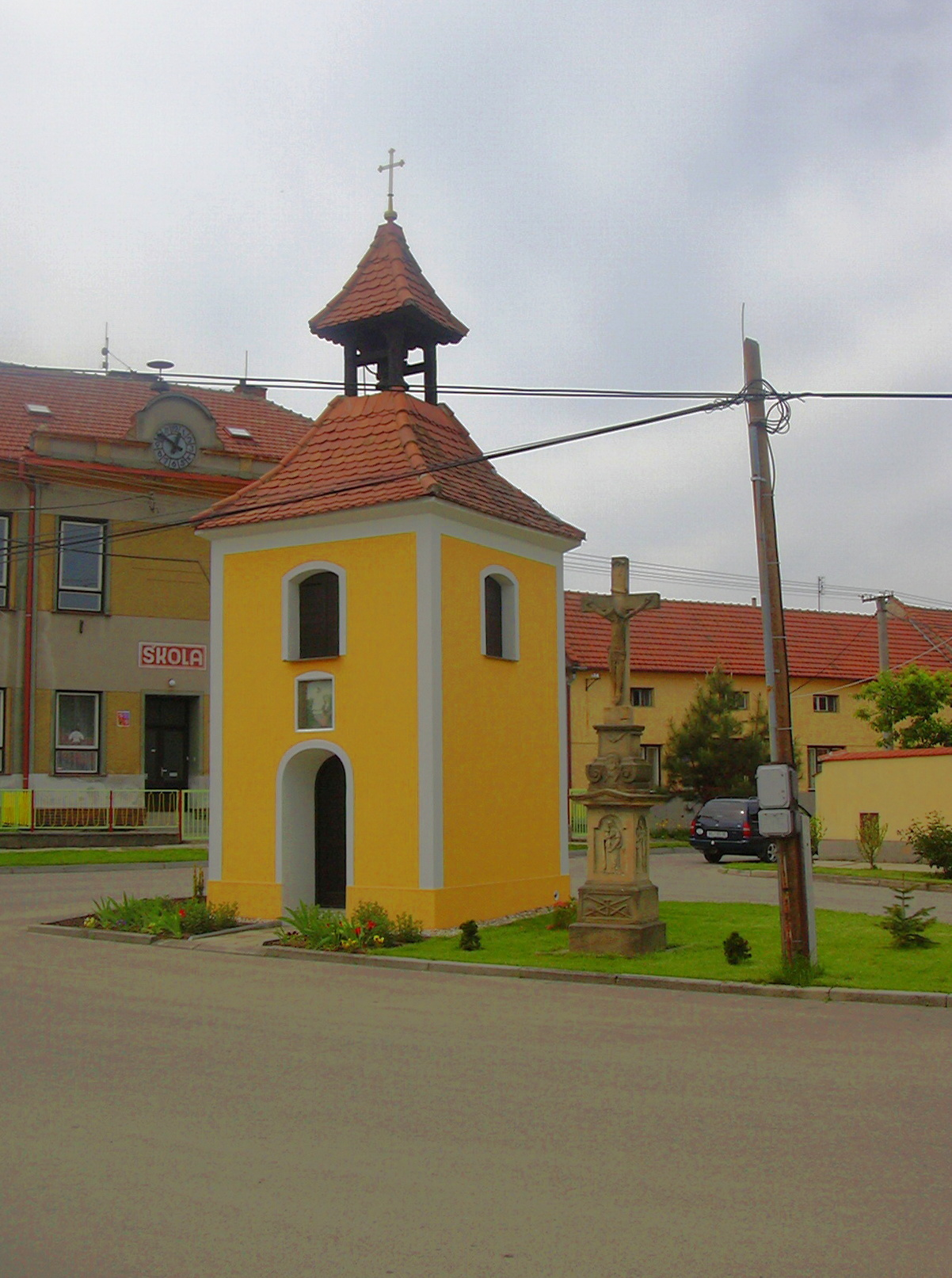
Glockenturm

Die erste urkundliche Erwähnung des Dorfes erfolgte im Jahre 1348 als Besitz der Herren von Schwabenitz. In der zweiten Hälfte des 14. Jahrhunderts wurde Vážany mehrfach geteilt. Als Besitzer der Anteile wechselten sich verschiedene Familien des niederen Adels ab. Im Jahre 1406 kaufte Znata von Meilitz einen Teil von Vážany. Seit 1510 gehörten alle Anteile des Dorfes zum Gut Moravské Prusy. Leo Wilhelm von Kaunitz kaufte 1631 das Gut Moravské Prusy mit allem Zubehör und schlug es seiner Herrschaft Austerlitz zu. Ende 1831 starben neun Einwohner bei einer Choleraepidemie. Vážany blieb bis zur Mitte des 19. Jahrhunderts immer der Herrschaft Austerlitz untertänig. Gepfarrt war das Dorf nach Moravské Prusy.
Nach der Aufhebung der Patrimonialherrschaften bildete Važany/Waschan ab 1850 eine Gemeinde in der Bezirkshauptmannschaft Wischau. Die Freiwillige Feuerwehr gründete sich 1882. Seit dem Ende des 19. Jahrhunderts wird die Gemeinde als Vážany bezeichnet. 1893 lebten in den 119 Häusern des Dorfes 558 Menschen. 1898 wurde die Dorfschule eingeweiht. 1911 erfolgte die Gründung einer genossenschaftlichen Molkerei. Im Jahre 1930 hatte die Gemeinde 713 Einwohner. 1946 entstand nach der Schließung der Grundschule im Schulhaus ein Kindergarten. 1960 lebten in Vážany 647 Personen. Seit 2008 führt die Gemeinde ein Wappen und Banner.

## Gemeindegliederung
Für die Gemeinde Vážany sind keine Ortsteile ausgewiesen.

## Sehenswürdigkeiten
- Pestkapelle der hl. Rosalia, errichtet 1695 in den Litenčické vrchy
- Glockenturm auf dem Dorfanger
- mehrere Kreuze
- Reste der Burg Orlov, südöstlich des Dorfes. Die Anlage entstand wahrscheinlich in der ersten Hälfte des 9. Jahrhunderts. Vor 1200 erfolgte der Ausbau der Burg zu einem repräsentativen Sitz der Johanniterkommende Orlow. Die Burg wurde zu Beginn der Hussitenkriege zerstört.
- wüste Feste Moravské Prusy, auf einem Hügel nordöstlich des Dorfes, sie entstand wahrscheinlich um 1400 und erlosch in der Mitte des 16. Jahrhunderts. Im Jahre 1591 wurde sie als wüst bezeichnet.

## Söhne und Töchter der Gemeinde
- Antonín Procházka (1882–1945), Maler des Expressionismus und Kubismus